# Schendyla dobrogica
Schendyla dobrogica är en mångfotingart som först beskrevs av Matic och Darabantu 1970.  Schendyla dobrogica ingår i släktet Schendyla och familjen småjordkrypare.
Artens utbredningsområde är Rumänien. Inga underarter finns listade i Catalogue of Life.